# Noriko Ibaragi
Pour les articles homonymes, voir Ibaragi.
Noriko Ibaragi (茨木 のり子) de son nom véritable Miura Noriko (三浦 のり子), née le 12 juin 1926 à Ōsaka  et morte le 17 février 2006, est une poétesse et auteure japonaise.
Ibaragi effectue ses études secondaires à Aichi. Son poème le plus célèbre Watashi ga ichiban kirei datta toki (Quand ma beauté rayonnait), écrit à l'âge de dix-neuf ans est traduit dans de nombreuses langues. En 1953, elle cofonde la revue littéraire Kai (« Rames »). En plus de plusieurs volumes de poésie, elle écrit des essais, des récits, des contes et des scénarios. À l'âge de cinquante ans, elle apprend le coréen, publiant ensuite des traductions de poésie de ses homologues coréens.

## Biographie
Noriko Ibaragi naît à Osaka (préfecture d'Osaka) et passe son enfance à Nishio (préfecture d'Aichi). En 1943, elle entre au Collège Pharmaceutique Impérial qui deviendra ensuite l'Université Tōhō à Tokyo. En 1945, elle entend la diffusion du Gyokuon-hōsō alors qu'elle est étudiante mobilisée dans une usine d'équipement médical pour la Marine japonaise. Cet événement est retracé dans son poème Watashi ga ichiban kirei datta toki, écrit douze ans plus tard. Elle finit ses études au Collège en 1945.
La représentation de Songe d'une nuit d'été au théâtre Imperial la décide à devenir auteure. En 1946, elle est nommée au Prix Yomiuri pour sa première pièce, Tohotsumioyatachi (とほつみおやたち). En 1948, elle écrit des œuvres pour la jeunesse : Kai no ko puchikyū (貝の子プチキュー) et Gan no kurukoto (雁のくる頃) qui sont diffusés sur les ondes de la radio NHK.
En 1950, elle épouse le médecin Miura Yasunobu, et s'établit à Tokorozama (Préfecture de Saitama). Elle publie alors ses œuvres dans le magazine Shigaku (詩学). Son poème Isamashī uta (いさましい歌) parait dans le volume de septembre 1950. Puis, en 1953, elle fonde la revue de poésie Kai (Rames) en collaboration avec Hiroshi Kawasaki, un autre auteur de Shigaku. Les premières publications sont modestes, mais peu à peu des auteurs de renom tels que Shuntarō Tanikawa, Yūjirō Funaoka, Hiroshi Yoshino, et Hiroshi Mizuo se font publier dans Kai.
En 1976, Ibaragi apprend le coréen, et devient traductrice. Ses traductions de poésie coréenne lui vaudront un second prix Yomiuri en 1990.
Son recueil Yorikakarazu (倚りかからず) est publié en 1999 dans l'édition du 16 octobre du Asahi Shimbun. Il est vendu à cent-cinquante mille copies, un nombre record.
Ibaragi meurt le 19 février 2006 d'une hémorragie cérébrale. Comme elle vit seule, sa dépouille n'est découverte que dans les jours suivants. Son testament, préparé dans les mois précédents, incluait une lettre d'adieu prête à être imprimée et envoyée à quelque deux cents amis et correspondants.